# Hans-Michael Moll

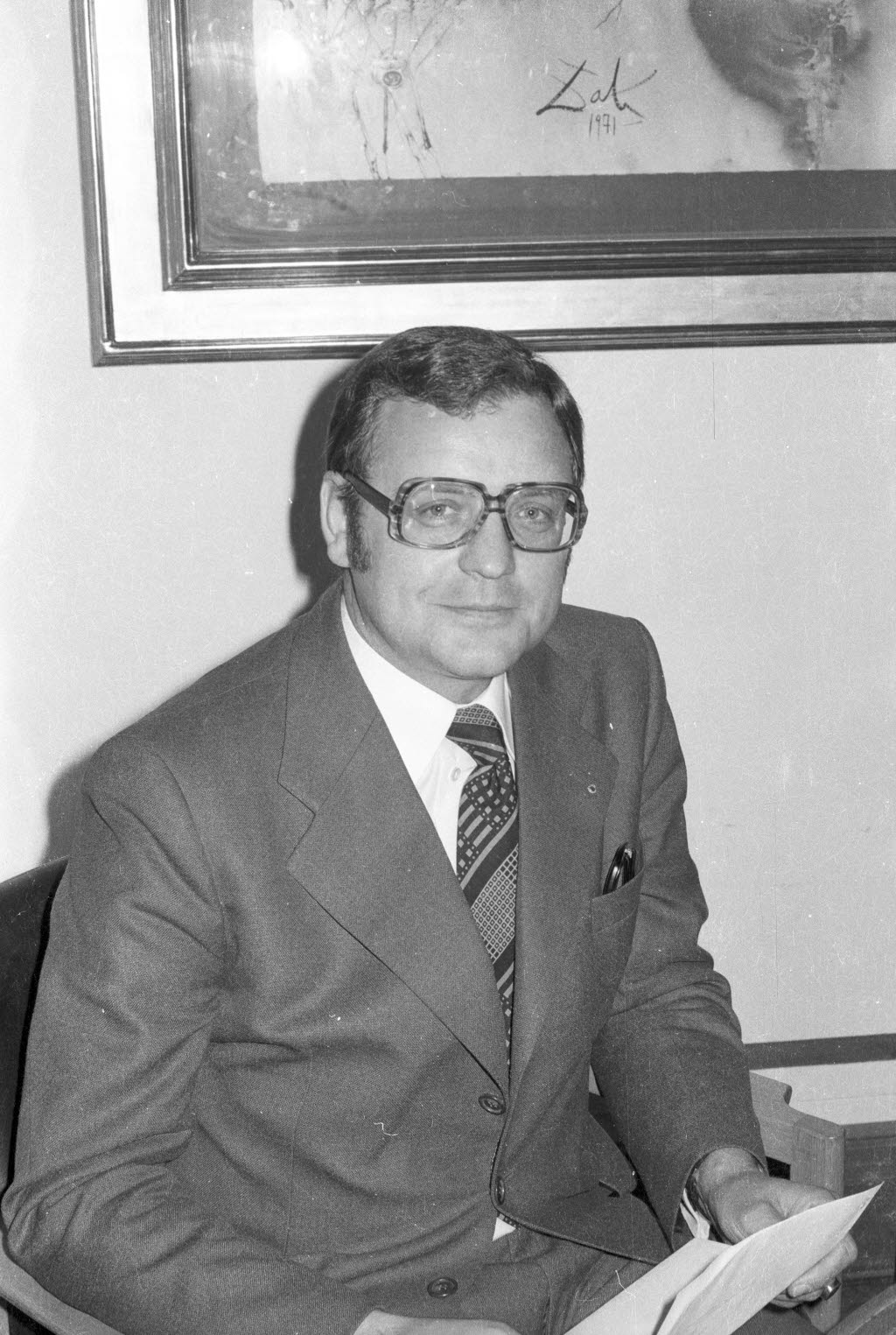
Hans-Michael Moll (1975)

Hans-Michael Moll (* 1935 in der Nähe von Gleiwitz; † 12. April 1986 in Kiel) war ein deutscher Jurist und Politiker (CDU).

## Leben
Moll studierte Rechtswissenschaften an der Universität Kiel und promovierte 1970 mit der Arbeit Rechtsprobleme der kluniazensischen Reform im 10. und 11. Jahrhundert am Beispiel der Vita des Abtes Odo zum Dr. jur. Danach arbeitete er als Notar und Rechtsanwalt in Kiel. Er vertrat 1975 erfolgreich einen Klienten vor dem Zweiten Senat des Bundesverfassungsgerichts (BVerfGE 40, 268 – Vorbefaßter Richter). Moll war außerdem Mitglied der CDU sowie Ratsherr und Wirtschaftsdezernent in Kiel.
Seine Sozietät nahm 1976 den späteren Ministerpräsidenten Uwe Barschel auf. Moll soll wie Barschel Kontakte zu Waffenhändlern, besonders zu Adnan Khashoggi unterhalten und Geschäfte mit der Kieler Staatskanzlei eingefädelt haben. Es handelte sich um Waffengeschäfte mit der DDR, Irak, Iran, Libyen, Saudi-Arabien und Südafrika. Außerdem war er der Vertrauensmann Barschels zum BND. Die ARD-Journalisten Rudolf Lambrecht und Leo Müller gehen von einer Tätigkeit Molls als Geheimer Mitarbeiter des BND aus.
Moll war von 1984 bis 1986 Vorsitzender des Verbandes der Reservisten der Deutschen Bundeswehr und seit 1983 Oberst der Reserve. Während seiner Amtszeit versuchte er für die vom Wehrdienst befreiten Bürger von West-Berlin eine für die Bundeswehr zufriedenstellende Lösung zu finden.

## Ehrungen
- 1980: Verdienstkreuz 1. Klasse der Bundesrepublik Deutschland